# Bosselaerius
Genre
Bosselaerius est un genre d'araignées aranéomorphes de la famille des Phrurolithidae.

## Distribution
Les espèces de ce genre se rencontrent en Azerbaïdjan, en Iran, au Tadjikistan et en Chine.

## Liste des espèces
Selon World Spider Catalog (version 21.0, 07/04/2020) :
- Bosselaerius daoxianensis (Yin, Peng, Gong & Kim, 1997)
- Bosselaerius hyrcanicus Zamani & Marusik, 2020
- Bosselaerius tajikistanicus Zamani & Marusik, 2020

## Publication originale
- Zamani & Marusik, 2020 : A survey of Phrurolithidae (Arachnida: Araneae) in southern Caucasus, Iran and Central Asia. Zootaxa, no 4758(2), p. 311-329.